# Барон Коттесло

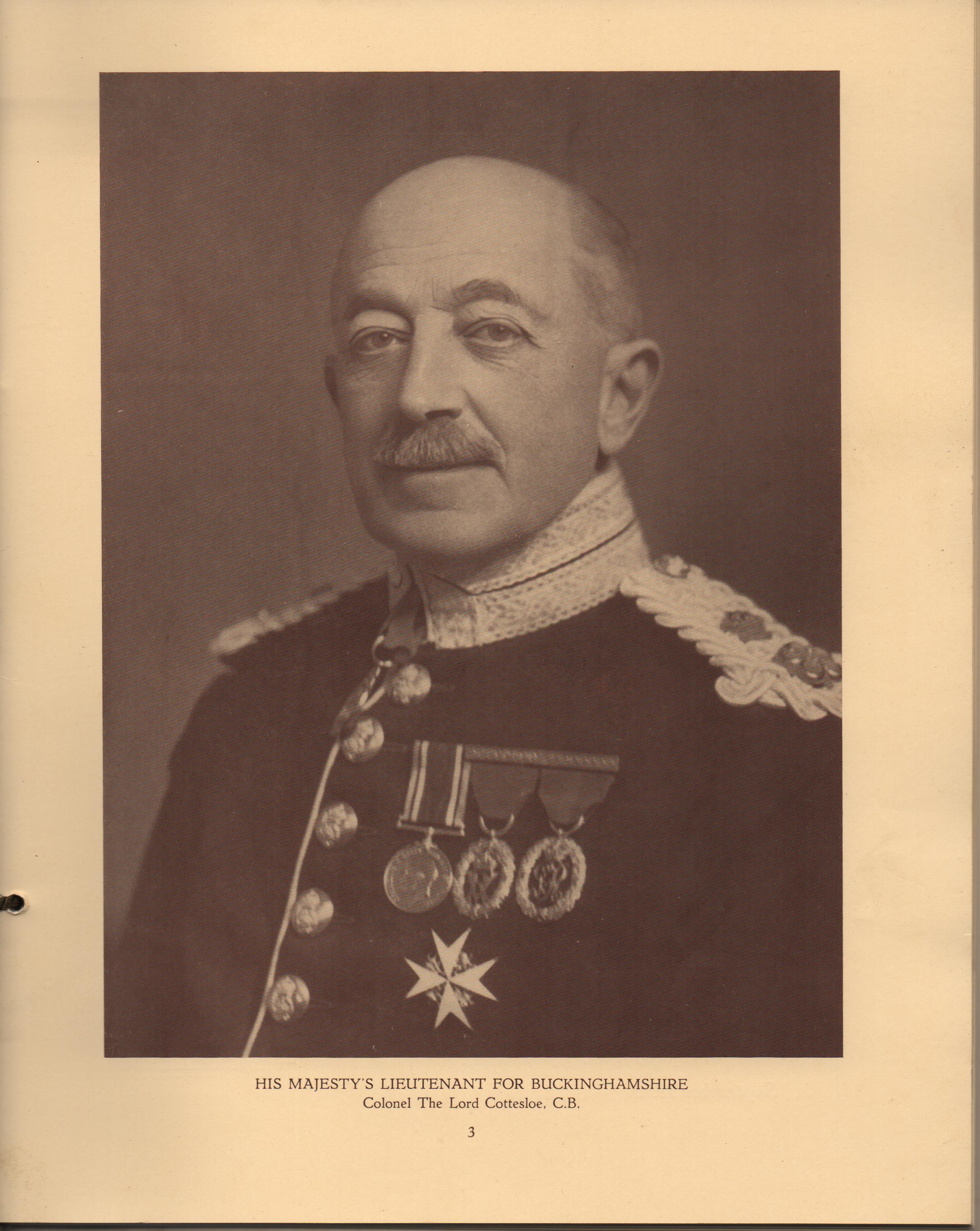
Томас Фрэнсис Фримантл, 3-й барон Коттесло, 4-й барон Фримантл (1862—1956)

Барон Коттесло из Свонборна и Хардвика в графстве Бакингемшир — наследственный титул в системе Пэрства Соединённого королевства. Он был создан 2 марта 1874 года для консервативного политика, сэра Томаса Фримантла, 1-го баронета (1798—1890). Он заседал в Палате общин от Бекингема (1827—1846), занимал должности финансового секретаря казначейства (1834—1835), парламентского секретаря казначейства (1841—1844), министра по военным делам (1844—1845) и главного секретаря Ирландии (1845—1846). Он был сыном адмирала сэра Томаса Фримантла (1765—1819). Последний был депутатом Палаты общин от Сэндвича (1806—1807) и главнокомандующим британского флота в Средиземном море (1818—1820).
14 августа 1821 года для сэра Томаса Фримантла был создан титул баронета из Свонборна в графстве Беркшир, главным образом, в знак признания заслуг его отца. Его отец сэр Томас Фримант получил титул барона Фримантла в Австрийской империи, который в 1819 году унаследовал его сын. Впоследствии, в 1822 году Томас Фримантл получил королевское разрешение на использование австрийского баронского титула в Великобритании.
1-му барону Коттесло наследовал его старший сын, Томас Фрэнсис Фримантл, 2-й барон Коттесло (1830—1918). Он представлял Бакингемшир в Палате общин от консервативной партии (1876—1885). Его сын, Томас Фрэнсис Фримантл, 3-й барон Коттесло (1862—1956), служил в качестве лорда-лейтенанта Бакингемшира (1923—1954). Внук последнего, Джон Таплинг Фримантл, 5-й барон Коттесло (1927—2018), который стал преемником своего отца в 1994 году был лорд-лейтенант Бакингемшира (1984—1997). 
По состоянию на 2024 год носителем титула являлся его сын, Томас Генри Фримантл, 6-й барон Коттесло (род. 1966), который наследовал отцу в 2018 году.
Город Фримантл в Австралии был назван в честь флотоводца Чарльза Фримантла, который заявил о суверенитете Великобритании над Западной Австралией.

## Известные члены семьи Фримантл
- Уильям Генри Фримантл (1766—1850), дядя первого барона, британский политик. Депутат Палаты общин от Эннискиллена (1806), Солтэша (1807), Тейна (1808—1812) и Бекингема (1812—1827), занимал должности младшего секретаря казначейства (1806—1807) и казначея Хаусхолда (1826—1837)[1];
- Джон Фримантл (1790—1864), сын полковника Стивена Фрэнсиса Уильяма Фримантла (ум. 1794), дяди первого барона, генерал-майор британской армии[2];
- Генерал сэр Артур Джеймс Лайон Фримантл (1835—1901), старший сын предыдущего[3];
- Фицрой Уильям Фримантл (1836—1894), генерал-майор колдстримской гвардии, младший брат предыдущего[4];
- Сэр Чарльз Фримантл (1800—1869), брат первого барона, британский флотоводец и адмирал[5];
- Его высокопреподобие достопочтенный Уильям Роберт Фримантл (1807—1895), брат первого барона, декан Рипона (1876—1895)[6];
- Его высокопреподобие достопочтенный Уильям Генри Фримантл (1831—1916), второй сын первого барона, декан Рипона (1895—1915) и каноник Кентербери[7];
- сэр Фрэнсис Эдвард Фримант (1872—1943), консервативный политик. Депутат от Сент-Олбанса (1919—1943), второй сын предыдущего[8];
- Достопочтенный сэр Чарльз Фримант (1834—1915), третий сын 1-го барона Коттесло, администратор компании Суэцкого канала[9];
- Достопочтенный сэр Эдмунд Фримант (1836—1929), четвертый сын первого барона, адмирал королевского флота[10];
- Сэр Сидней Фримант (1867—1958), адмирал королевского флота, сын предыдущего. Заместитель начальника морского штаба (1918—1919), главнокомандующий в Портсмуте (1923—1926)[11];
- Сэр Селвин Фримант (1869—1942), администратор в Индии, брат предыдущего[12].

## Барон Фримантл Австрийской империи (1816 — настоящее время)
- 1816—1818: Вице-адмирал Томас Фрэнсис Фримантл, 1-й барон Фримантл (20 ноября 1765 — 19 декабря 1818), сын Джона Фримантла (ум. 1784)[13].

## Баронеты Фримантл (1821 — настоящее время)
- 1821—1890: Сэр Томас Фрэнсис Фримантл, 1-й баронет, 2-й барон Фримантл (11 марта 1798 — 3 декабря 1890), старший сын вице-адмирала Томаса Фримантла (1765—1818), барон Коттесло с 1874 года[14].

## Бароны Коттесло (1874 — настоящее время)
- 1874—1890: Томас Фрэнсис Фримантл, 1-й барон Коттесло, 2-й барон Фримантл (11 марта 1798 — 3 декабря 1890), старший сын вице-адмирала сэра Томаса Фримантла (1765—1818)[14];
- 1890—1918: Томас Фрэнсис Фримантл, 2-й барон Коттесло, 3-й барон Фримантл (30 января 1830 — 13 апреля 1918), старший сын предыдущего[15];
- 1918—1956: Полковник Томас Фрэнсис Фримантл, 3-й барон Коттесло, 4-й барон Фримантл[англ.] (5 февраля 1862 — 19 июля 1956), старший сын предыдущего[16];
- 1956—1994: Подполковник Джон Уолгрейв Хэлфорд Фримантл, 4-й барон Коттесло, 5-й барон Фримантл[англ.] (2 марта 1900 — 22 апреля 1994), второй сын предыдущего[17];
- 1994—2018: Коммандер Джон Таплинг Фримантл, 5-й барон Коттесло, 6-й барон Фримантл (22 января 1927 — 21 мая 2018), единственный сын предыдущего от первого брака[18];
- 2018 — настоящее время: Томас Генри Фримантл, 6-й барон Коттесло, 7-й барон Фримантл (род. 17 марта 1966), единственный сын предыдущего[19]
  - Наследник титула: достопочтенный Эдвард Уолгрейв Фримантл (род. 21 июня 1961), единокровный дядя предыдущего[20];
    - Наследник наследника: Генри Джон Фримантл (род. 1996), сын предыдущего[21].